# Namensschuldverschreibung
Die Namensschuldverschreibung (englisch Registered bond) ist eine Schuldverschreibung, die auf einen namentlich genannten Gläubiger lautet und deshalb für eine Übertragung auf andere Rechtsnachfolger nicht vorgesehen ist.

## Allgemeines
Schuldverschreibungen sind Wertpapiere, deren Übertragbarkeit durch die Gestaltung als Inhaberpapier (Inhaberschuldverschreibung), Orderpapier (Orderschuldverschreibung) oder Namenspapier (Namensschuldverschreibung) durch ihren Emittenten in den Anleihebedingungen geregelt wird. Durch die Übertragbarkeit wird die Verkehrsfähigkeit der Wertpapiere beeinflusst, die bei Namenspapieren wie der Namensschuldverschreibung am geringsten ist. Wegen ihrer mangelnden Verkehrsfähigkeit ist sie lediglich als Anlageobjekt für institutionelle Anleger geeignet.
Namensschuldverschreibungen sind Finanzprodukte und – mit Ausnahme einlagengesicherter Namensschuldverschreibungen – auch Finanzinstrumente, § 1 Abs. 11 Satz 1 Nr. 2 KWG i. V. m.  § 1 Abs. 2 Nr. 6 VermAnlG.

## Rechtsfragen
Das Gesetz geht davon aus, dass Schuldverschreibungen im Normalfall als Inhaberschuldverschreibungen emittiert werden (§ 793 Abs. 1 BGB). Diese besitzen als Inhaberpapiere höchste Verkehrsfähigkeit, weil sie durch formlose dingliche Einigung und Übergabe (§§ 929 ff. BGB) übertragen werden können. Der jeweilige Inhaber, gleichgültig, ob rechtmäßig oder unrechtmäßig (§ 794 Abs. 1 BGB), ist gleichzeitig Gläubiger des verbrieften Anspruchs. Demnach hat der Schuldner auch an den Inhaber gestohlener, verloren gegangener oder sonst ohne Willen des Schuldners in Umlauf gelangter Inhaberschuldverschreibungen zu leisten, sofern er nicht in vorsätzlicher oder grob fahrlässiger Unkenntnis handelt.
Das ist bei Namensschuldverschreibungen nicht der Fall. Sie gehören – anders als ihr mitgliedschaftsrechtliches Pendant Namensaktien – nicht zu den (geborenen) Orderpapieren. Der Schuldner hat direkt (lateinisch recta) an den in der Urkunde namentlich benannten Gläubiger zu leisten, sodass es sich – kraft Gestaltung – um Namenspapiere handelt. Folge hiervon ist, dass die Rechte aus Namensschuldverschreibungen durch den in der Urkunde Berechtigten (Zedent) nur im Wege der Abtretung an einen neuen Gläubiger (Zessionar) übertragen werden können. Mit der Abtretung geht das Eigentum an der Urkunde über (§ 952 Abs. 2 BGB), der Zessionar hat einen Herausgabeanspruch gegen den Zedenten aus § 985 Abs. 1 BGB. Das Recht am Papier (Eigentumsrecht an der Urkunde) folgt also dem Recht aus dem Papier (Forderungsrecht). Da durch die Zession schuldrechtliche Normen gelten, ist ein gutgläubiger Erwerb von Namensschuldverschreibungen ausgeschlossen. Namensschuldverschreibungen erfordern vielmehr eine Legitimationsprüfung bei Erwerb und Einlösung. Berechtigter ist der in der Urkunde Genannte oder jemand, der sich durch eine lückenlose Reihe von Zessionen, die auf den Aussteller der Urkunde zurückzuführen sein müssen, ausweisen kann.

## Börsenfähigkeit
Namensschuldverschreibungen können nicht an der Börse gehandelt werden, da bei ihnen nicht der Besitzer des Papiers berechtigt ist, das verbriefte Recht geltend zu machen. Wegen der erschwerten Übertragbarkeit sind Namensschuldverschreibungen nicht für den Börsenhandel geeignet. Der Börsenhandel setzt nämlich Verkehrsfähigkeit der Wertpapiere voraus, die bei Inhaberpapieren (Inhaberschuldverschreibungen) stets vorhanden ist und bei Namensaktien nur dann, wenn ihre letzte Übertragung – und nur diese – mit einer Blankozession versehen ist; Namensschuldverschreibungen werden in den Bedingungen der Frankfurter Börse nicht erwähnt. Eine Blankozession ist bei Namensschuldverschreibungen nicht vorgesehen oder ausdrücklich ausgeschlossen, weil der Emittent durch die gewählte Form der Namensschuldverschreibung eine spätere Übertragung erschweren oder gar verbieten will. Falls eine spätere Übertragung nicht ausgeschlossen sein soll, kann sich ein Aussteller für die Form der Inhaber- oder Orderschuldverschreibung entscheiden.
Die Börsenfähigkeit entscheidet auch über die bilanzielle Behandlung der Schuldverschreibungen. Namensschuldverschreibungen gehören auch dann nicht zu den börsengängigen Wertpapieren, wenn sie durch Umschreibung von Inhaberschuldverschreibungen (§ 806 BGB) entstanden sind.
Das Wertpapierhandelsgesetz (WpHG), welches sich mit dem Anlegerschutz befasst, erwähnt Namensschuldverschreibungen in seiner Definition des Wertpapierbegriffs nicht (§ 2 Abs. 1 Nr. 3 WpHG) und bezieht lediglich Inhaber- und Orderschuldverschreibungen ein. Damit wurde dem Umstand Rechnung getragen, dass Namensschuldverschreibungen nicht von Privatanlegern erworben werden.

## Bilanzierung
Namensschuldverschreibungen werden in der Regel nur durch bilanzierende Anleger, insbesondere Versicherungen und sonstige institutionelle Anleger, erworben. Während Inhaberschuldverschreibungen als Wertpapiere bilanziert werden, sind Namensschuldverschreibungen als Forderungen zu verbuchen, denn Namensschuldverschreibungen sind keine Wertpapiere im Sinne der Rechnungslegungsvorschriften. Der getrennte Ausweis wird mit ihrer Langfristigkeit und mangelnden Fungibilität begründet.
Durch die Neuregelung des § 341b HGB zum 1. Januar 2002 können auch Versicherungsunternehmen wählen, ob die bisher nach dem strengen Niederstwertprinzip zu bewertenden Anlagen nunmehr ganz oder teilweise wie Anlagevermögen bilanziert werden. Die entsprechenden Namensschuldverschreibungen müssen dazu bestimmt sein, dauernd dem Geschäftsbetrieb zu dienen. Wird ein Vermögensgegenstand dem Anlagevermögen gewidmet, so ist das für das Anlagevermögen geltende gemilderte Niederstwertprinzip anzuwenden. Nach § 253 Abs. 3 Satz 3 HGB besteht bei voraussichtlich nicht dauerhafter Wertminderung ein Wahlrecht, außerplanmäßige Abschreibungen auf den niedrigeren beizulegenden Wert vorzunehmen. Nach § 341b Abs. 1 Satz 2 HGB sind Namensschuldverschreibungen nach den für das Anlagevermögen geltenden Vorschriften zu bewerten, sodass nach § 253 Abs. 1 Satz 1 HGB hierfür höchstens die Anschaffungskosten anzusetzen sind. Dabei lässt § 341c HGB einen Ansatz zum Nennwert zu. Deshalb erwerben Lebensversicherungen bevorzugt Namensschuldverschreibungen, weil hierdurch bilanzielle Wertschwankungen vermieden werden können.
Bankenaufsichtsrechtlich gehören Namensschuldverschreibungen (in der Bankbilanz) nicht zu den Wertpapieren i. S. d. § 7 Abs. 1 RechKredV und daher auch nicht zu den Basiswerten, sondern sind in den Forderungen bzw. im Handelsbestand zu bilanzieren.

## Arten der Namensschuldverschreibungen
Nach § 10 RechVersV gehören zu den Namensschuldverschreibungen insbesondere Namenspfandbriefe, Namenskommunalobligationen und Namens-Landesbodenbriefe sowie auf den Namen des Begünstigten im Schuldbuch eingetragene Schuldverschreibungen des Bundes. Sparbriefe/Sparkassen(kapital)briefe der Banken/Sparkassen werden überwiegend als Namensschuldverschreibung ausgegeben. Private Hypothekenbanken emittieren auch Namenspfandbriefe und Namens-Kommunalschuldverschreibungen (Kommunalobligation).
Namenspfandbriefe werden meist nur in Mindestbeträgen ab eine Million Euro ausgegeben und sind, da nicht an der Börse gehandelt, als leicht zu veräußernde (liquide) Geldanlage ungeeignet.

## Geltendmachung des Anspruchs
Geltendmachung des Anspruchs aus einer Namensschuldverschreibung bedeutet, dass der legitimierte Inhaber des Papiers und Gläubiger der hierin verbrieften Forderung bei Fälligkeit des hierin verbrieften Rechts seinen Anspruch auf Leistung vom Schuldner gegen Aushändigung der Urkunde verlangen kann. Zur Geltendmachung des Anspruchs ist zunächst der namentlich in der Urkunde genannte Begünstigte berechtigt. Hat dieser den Anspruch durch Abtretung des verbrieften Anspruchs und Übergabe des Papiers an einen Dritten übertragen, so ist letzterer berechtigt, vom Schuldner die verbriefte Leistung zu verlangen. Der Besitz des Papiers und eine lückenlose Kette von Zessionen, die auf den Aussteller zurückzuführen sein muss, begründen dabei die uneingeschränkte Vermutung der materiellen Berechtigung des Inhabers. Der Schuldner darf dem Inhaber lediglich folgende Einwendungen entgegensetzen:
- Urkundliche Einwendungen: aus dem Inhalt der Urkunde kann der Schuldner etwa die mangelnde Fälligkeit der Leistung einwenden;
- Gültigkeitseinwendungen: aus der Urkunde kann der Schuldner etwa die mangelnde Geschäftsfähigkeit eines Zessionars oder die Lückenhaftigkeit des Zessionskette einwenden;
- Persönliche Einwendungen: der Schuldner erklärt die Aufrechnung mit einer Gegenforderung.

Ist die Schuld des Ausstellers noch nicht fällig, braucht er bis zur Fälligkeit an den Inhaber nicht zu leisten. In § 410 BGB wird dem Schuldner ein Leistungsverweigerungsrecht eingeräumt, solange der Zessionar nicht eine Abtretungsurkunde des Zedenten vorlegt oder der Zedent dem Schuldner die Abtretung nicht schriftlich angezeigt hat. Zudem sichert § 404 BGB dem Schuldner bei der Abtretung alle Einwendungen und Einreden unabhängig von der Kenntnis des Zessionars. Danach muss der Zessionar in Kauf nehmen, dass der Schuldner wegen Stundung die Leistung verweigert, weil dem Zessionar diese Stundung vom Zedenten verschwiegen wurde. Der Schuldner ist nur dann leistungspflichtig, wenn ihm die Urkunde ausgehändigt wird (§ 797 BGB). Kommt dem Gläubiger jedoch die Urkunde abhanden, kann er vom Schuldner zunächst keine Leistung verlangen.

## Verlust der Namensschuldverschreibung
Ist die Urkunde verloren gegangen, geht das hierin verbriefte Recht jedoch nicht unter. Erforderlich zur Geltendmachung von Rechten aus verloren gegangenen Namensschuldverschreibungen ist dann eine Kraftloserklärung nach abgeschlossenem Aufgebotsverfahren. Der Ausschließungsbeschluss der Kraftloserklärung ersetzt die verloren gegangene Urkunde und verschafft dem Inhaber die ursprüngliche Rechtsstellung (§ 479 FamFG). Das Aufgebotsverfahren ist allgemein für Namenspapiere gesetzlich vorgesehen, so etwa in § 1162 BGB für den Hypothekenbrief.